# Dywizjon artylerii konnej (II RP)

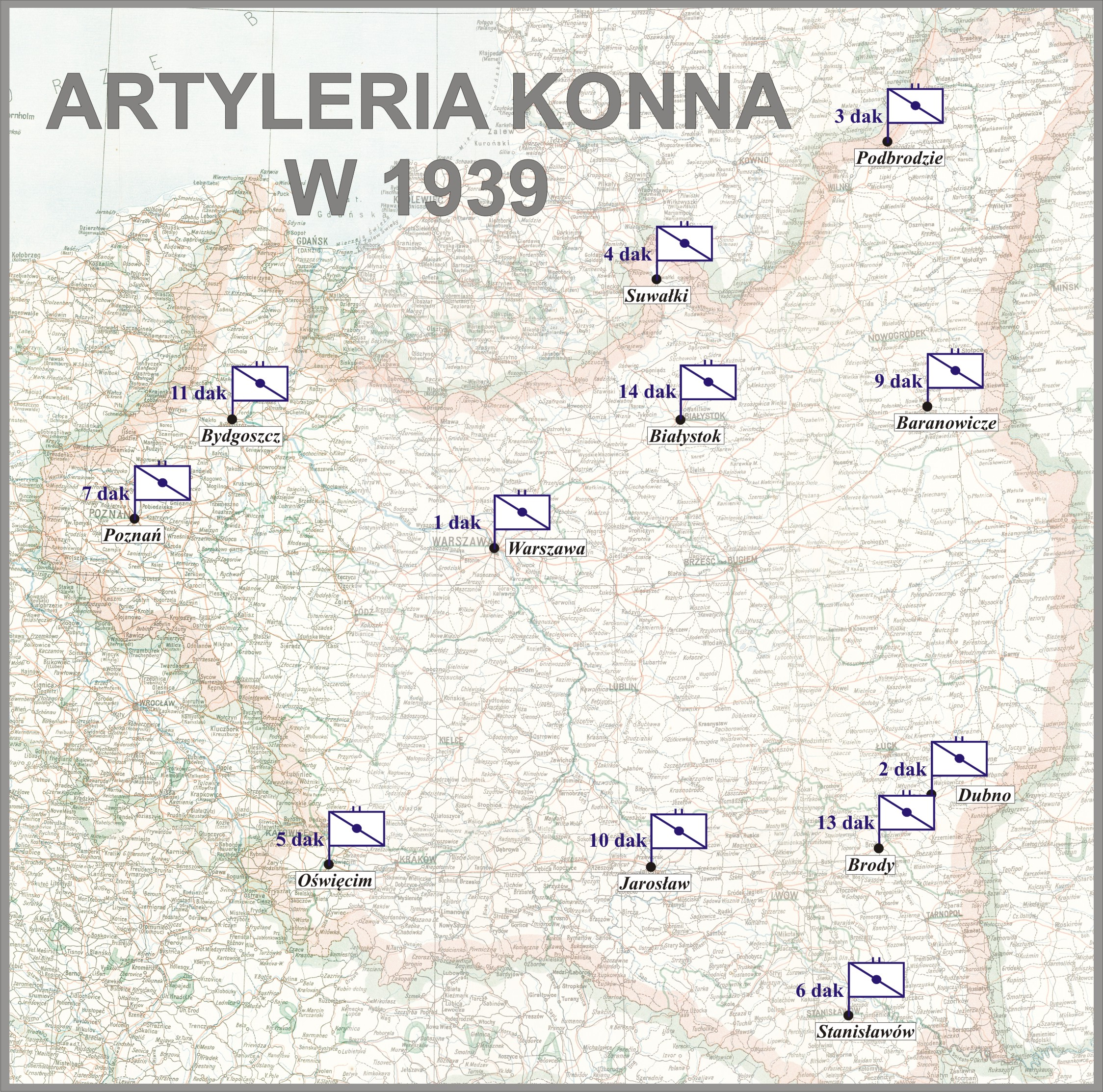
Artyleria konna Wojska Polskiego w 1939 przed wybuchem II wojny światowej

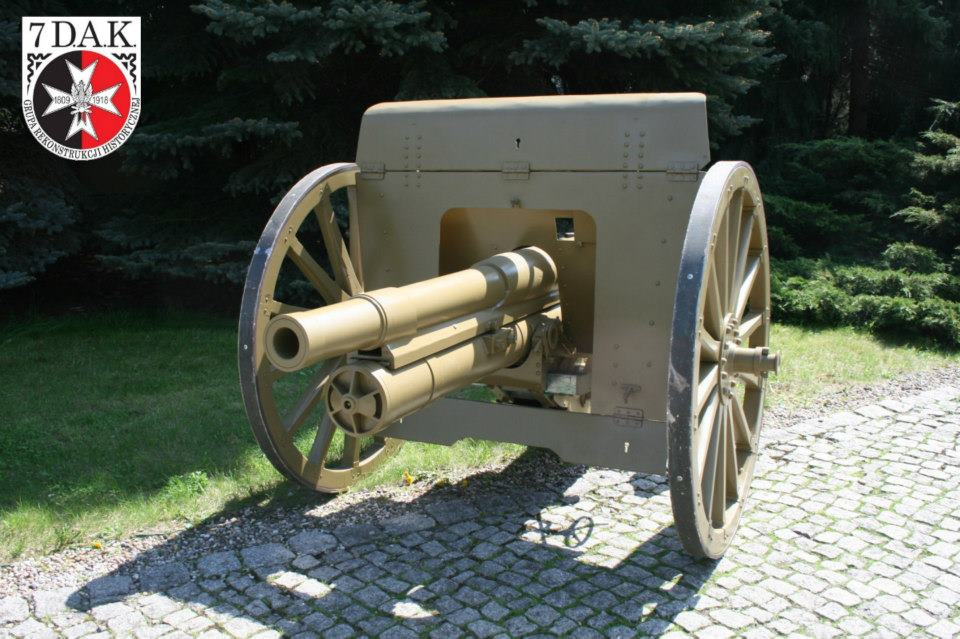
Kopia armaty wz. 1902/26, która w latach 30. XX wieku stanowiła podstawowe uzbrojenie dywizjonów

Dywizjon artylerii konnej (dak) – pododdział artylerii konnej Wojska Polskiego II RP.
W latach 1921–1924 w Wojsku Polskim funkcjonowało dziesięć brygad jazdy. W każdej brygadzie był jeden dywizjon artylerii konnej. Dywizjony oznaczone były kolejnymi numerami rzymskimi, od I do X. Numeracja dywizjonów odpowiadała numeracji poszczególnych brygad jazdy. Po reformie kawalerii, którą przeprowadzili generalny inspektor kawalerii gen. Tadeusz Rozwadowski, gen. Władysław Sikorski i gen. Stanisław Haller w 1924 r. i powstaniu dywizji kawalerii zmieniono także organizację artylerii konnej. Przy każdej dywizji utworzono dowództwo artylerii, któremu podlegały po dwa dywizjony artylerii konnej. Dowództwa artylerii konnej przy dywizjach kawalerii objęli: przy 1 DKaw płk Witold Majewski, przy 2 DKaw płk Leon Dunin-Wolski, przy 3 DKaw płk Konstanty Adamowski, przy 4 DKaw płk Antoni Heinrich.
Po reorganizacji w 1929 roku dywizjony artylerii konnej przeszły pod bezpośrednie rozkazy dowódców brygad kawalerii.
Natomiast liczba baterii w dywizjonach została dostosowana do liczby pułków w brygadach kawalerii.
Dywizjony artylerii konnej: 1, 9, 11 i 13 składały się z czterech baterii każdy, a pozostałe tj. 2, 3, 4, 5, 6, 7, 10 i 14 z trzech baterii. Wszystkie baterie posiadały cztery armaty kalibru 75 mm wzór 02/06.
Żołnierze na czapkach nosili czarne otoki

## Organizacja dak na stopie wojennej
- poczet dowódcy dywizjonu
- pluton zwiadowczy
- pluton łączności
- 3 (4) x bateria artylerii
- pluton gospodarczy
- drużyna pionierów
- kolumna amunicyjna

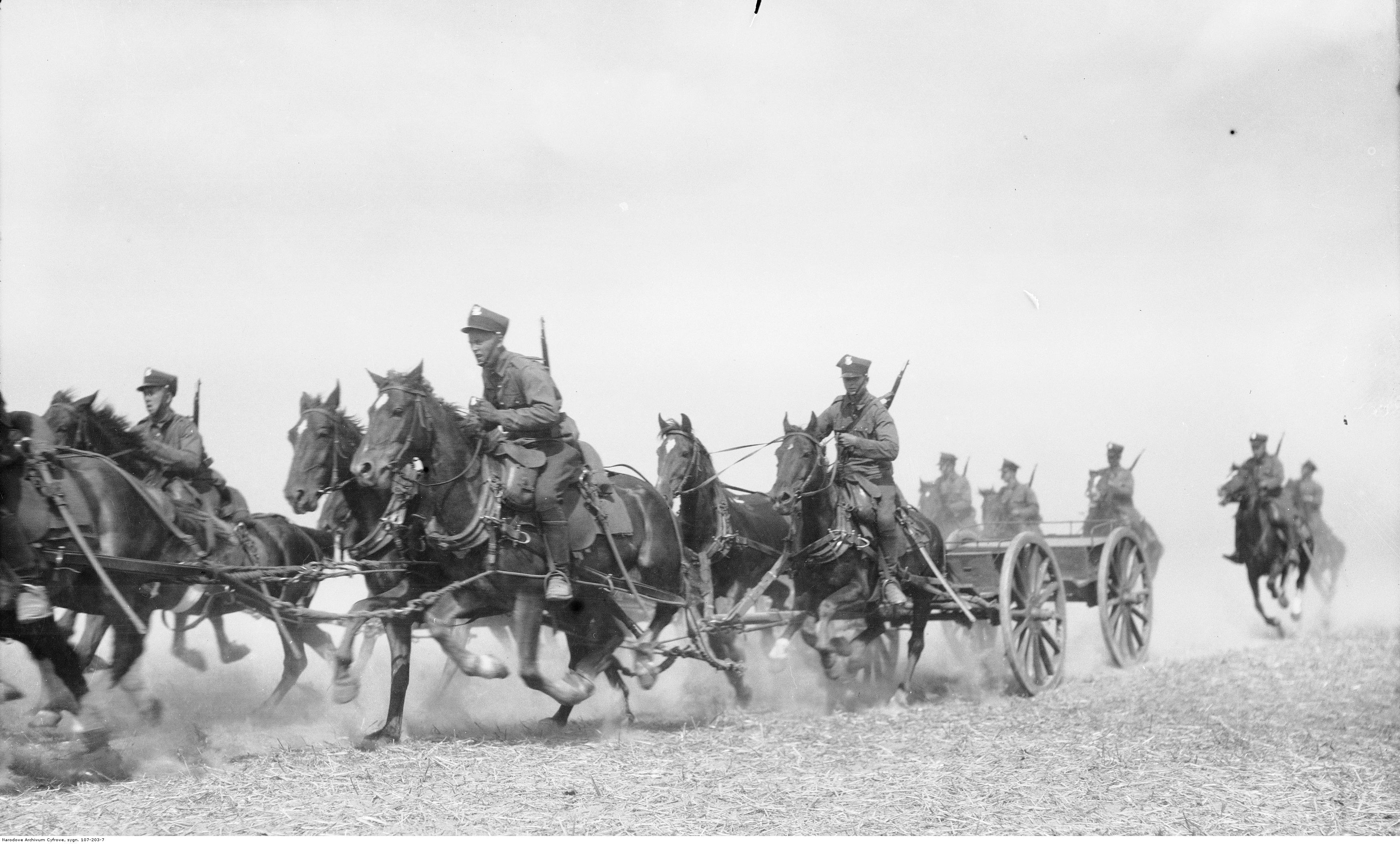
Święto żołnierza w 2 Dywizji Kawalerii w Płocku – dywizjon artylerii konnej podczas defilady; 15 sierpnia 1928

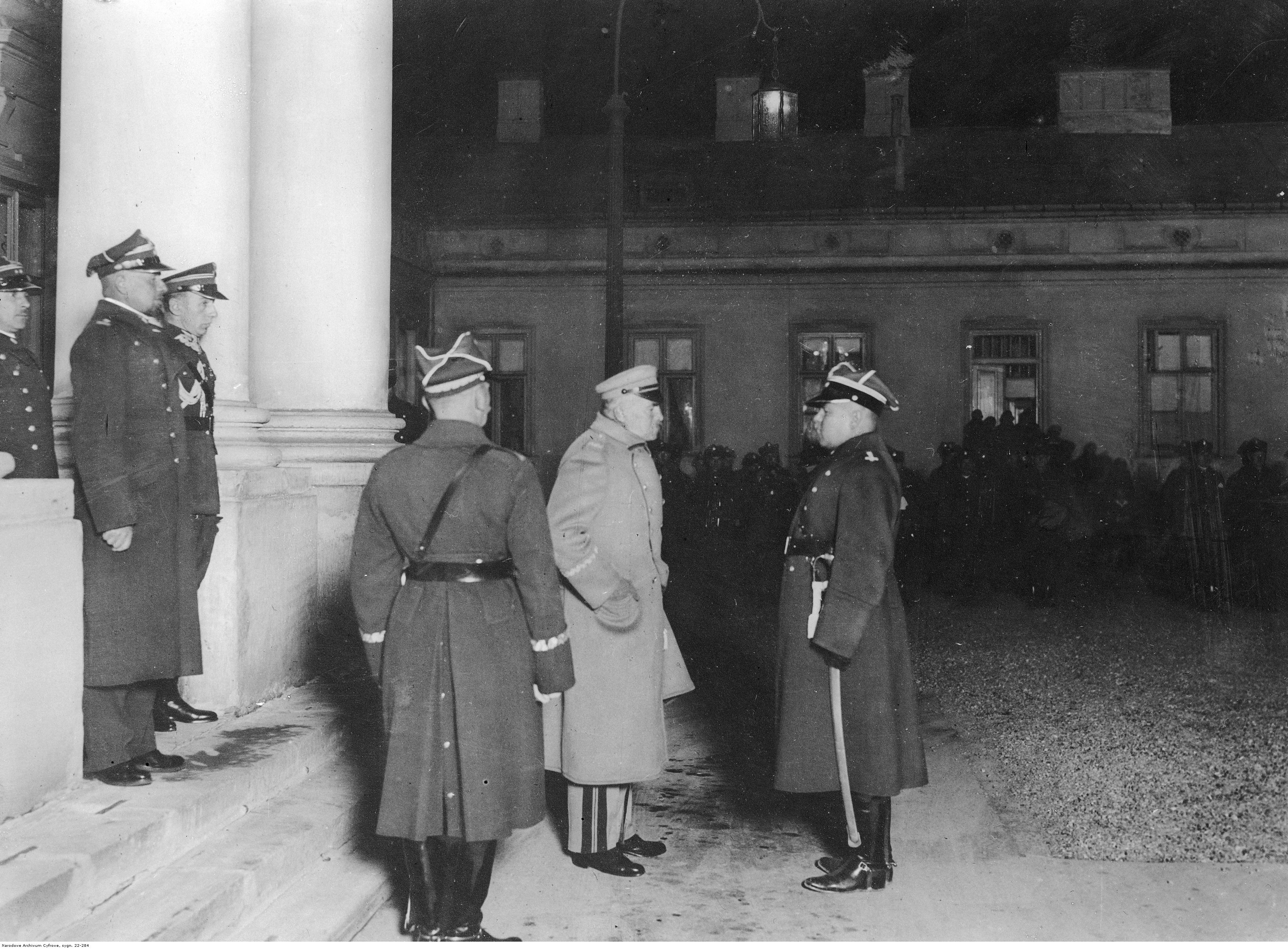
Dziesięciolecie artylerii konnej. Płk Leon Dunin-Wolski składa meldunek marszałkowi Józefowi Piłsudskiemu

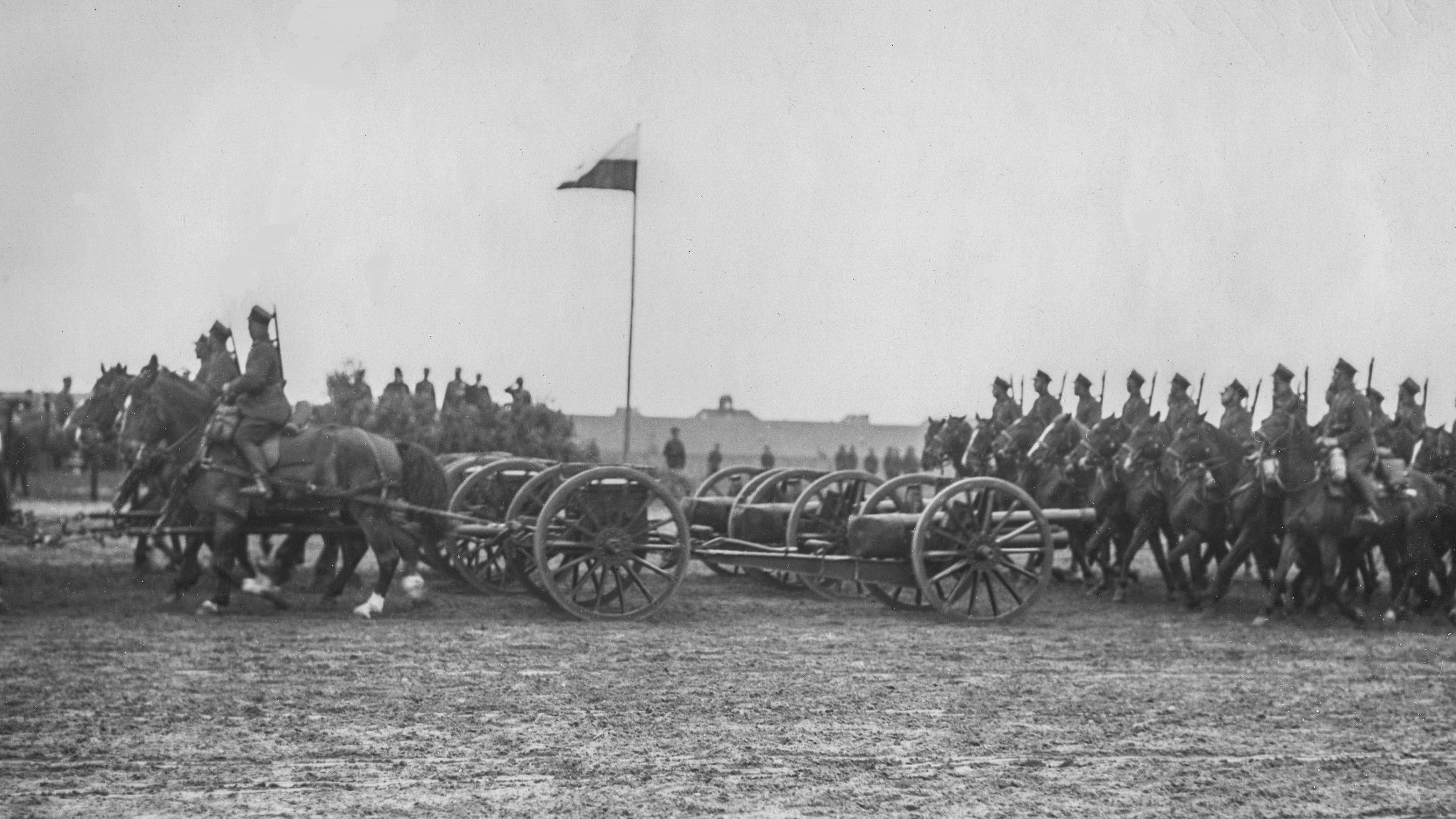
Święto 7 dak w Poznaniu 7 czerwca 1936. Defilada – widoczna bateria armat polowych kal. 75 mm wz. 02/26

Trzybateryjny dywizjon według etatów wojennych liczył:
- 791 oficer, podoficerów i kanonierów
- 902 konie
- 12 armat (w każdej baterii znajdowały się cztery armaty w dwóch plutonach po dwie w każdym z nich)
- 12 jaszczy amunicyjnych
- 1 ckm

Dywizjon czterobateryjny według etatów wojennych liczył:
- 32 oficerów

1. dowódca
2. adiutant
3. oficer zwiadowczy
4. oficer obserwacyjny
5. oficer łącznikowy
6. oficer broni
7. oficer gospodarczy
8. oficer żywnościowy
9. lekarz medycyny
10. lekarz weterynarii
11. dowódca baterii x 3 (4)
12. oficer zwiadowczy baterii x 3 (4)
13. oficer ogniowy baterii x 3 (4)
14. dowódca plutonu x 6 (8)
15. dowódca plutonu łączności
16. dowódca kolumny amunicyjnej

- 956 podoficerów i kanonierów
- 1125 koni

## Odznaka pamiątkowa artylerii konnej

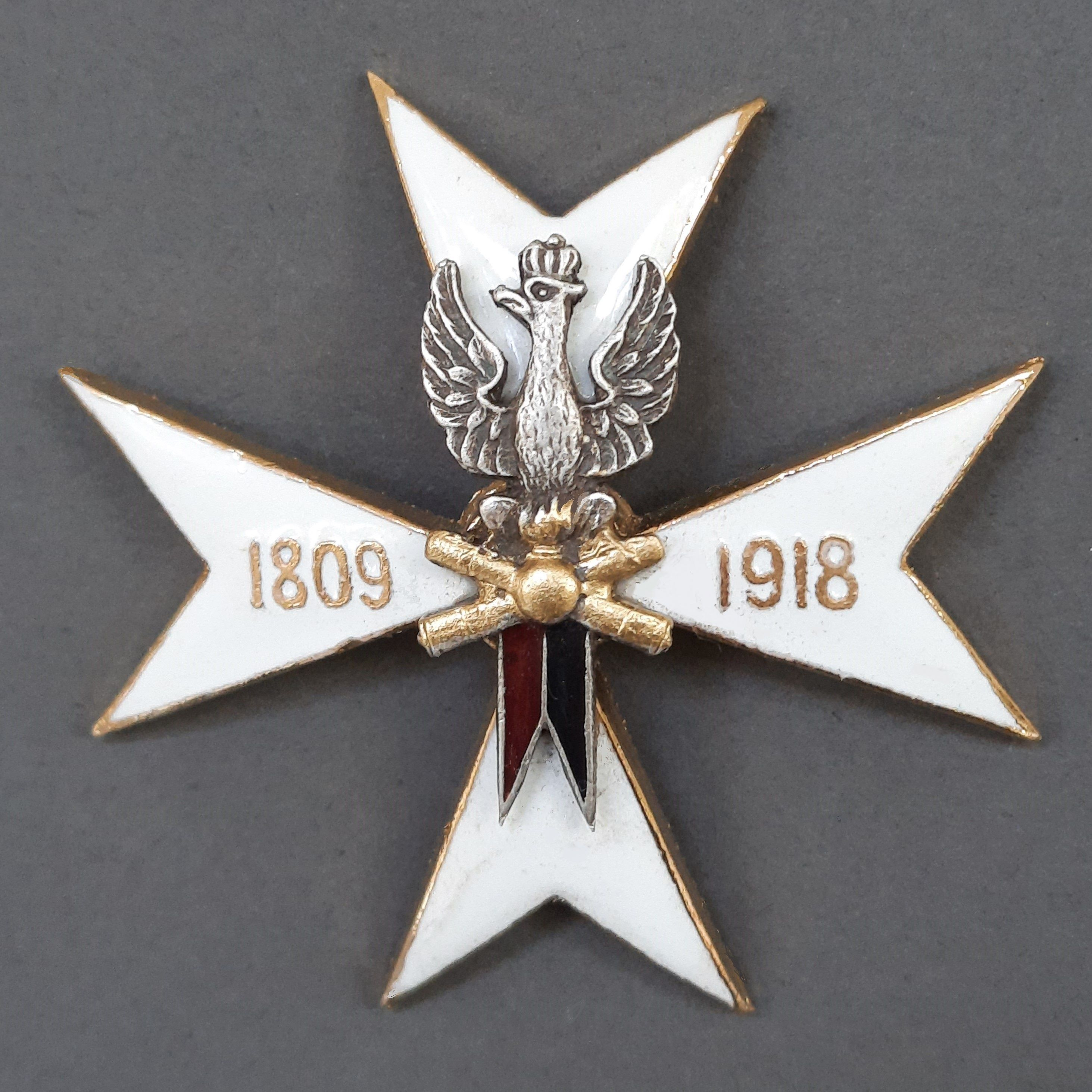
Odznaka pamiątkowa

Od 20 maja 1922 dla wszystkich dywizjonów wprowadzona została odznaka pamiątkowa artylerii konnej. Zatwierdzona została Dziennikiem Rozkazów MSWojsk. z 20 maja 1922 była wspólna dla wszystkich dywizjonów.
Opracował ją por. Witold Grabowski, choć do autorstwa przyznawał się także kpt. Kazimierz Pacewicz.
Odznaka symbolizuje trzy okresy istnienia artylerii konnej: Księstwa Warszawskiego, Królestwa Polskiego i Polski odrodzonej.
Przyjęto formę krzyża maltańskiego – odznaczenia które posiadał Włodzimierz Potocki – dowódca pierwszej baterii artylerii konnej Księstwa Warszawskiego. Centralny element odznaki, orzełek, wsparty na dwóch skrzyżowanych lufach armatnich nawiązywał do  orła z czapek artylerzystów Królestwa Polskiego, a Polskę niepodległą symbolizował czarno-amarantowy, później czarno-czerwony proporczyk.
Całość uzupełniono datami 1809, 1918.

## Lista dywizjonów artylerii konnej II RP

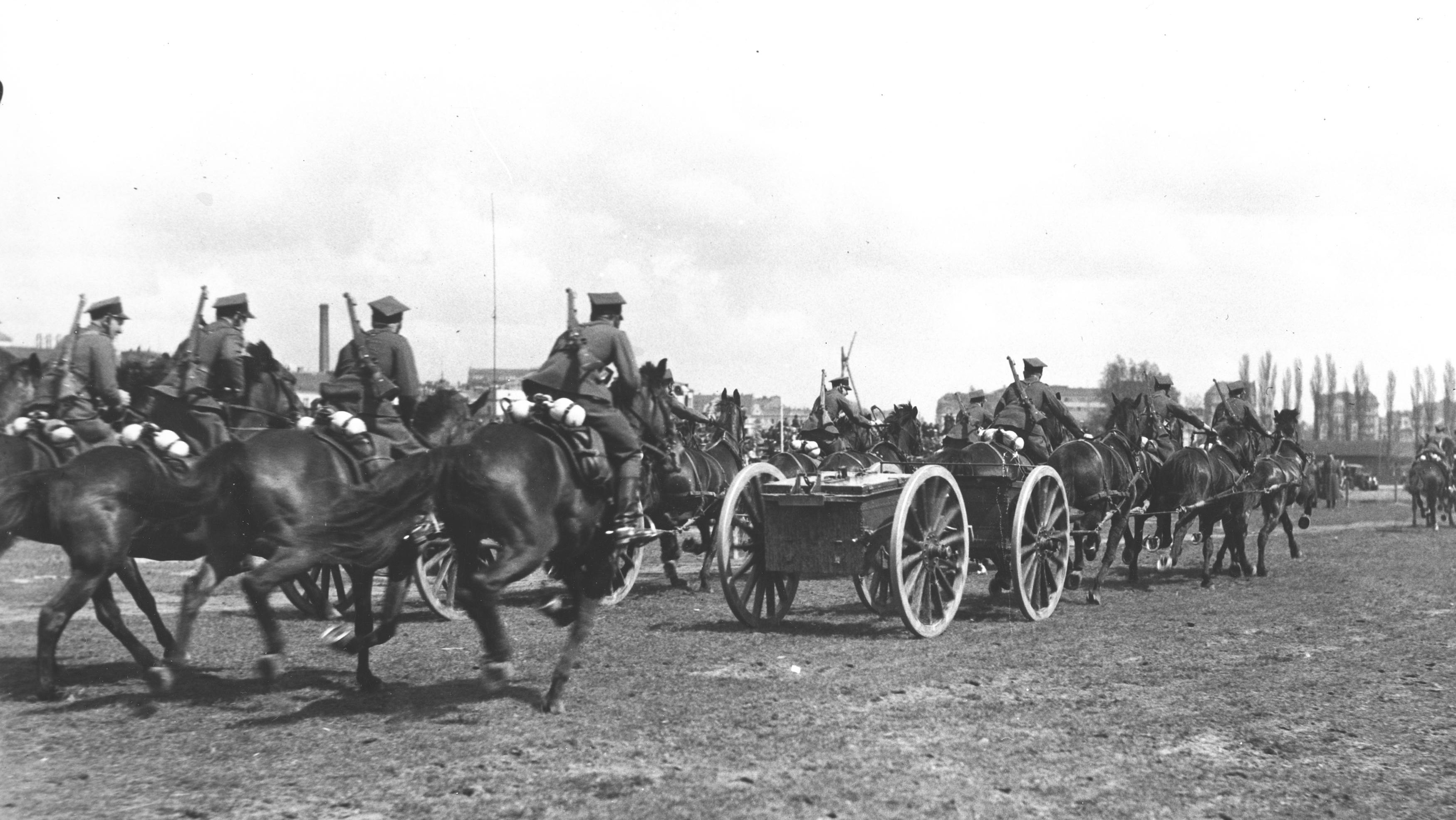
Święto 3 Maja w Warszawie 1938 – pokazy wojskowe na Polu Mokotowskim – artyleria konna udaje się na pozycje

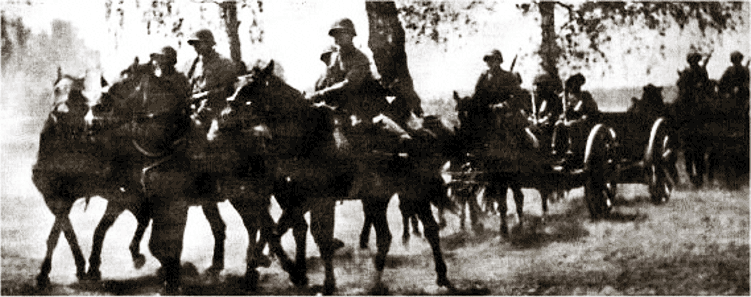
Polska bateria artylerii konnej nieopodal Sochaczewa w czasie bitwy nad Bzurą

- 1 Dywizjon Artylerii Konnej im. gen. Józefa Bema – Warszawa
- 2 Dywizjon Artylerii Konnej im. gen. Józefa Sowińskiego – Dubno
- 3 Lubelski Dywizjon Artylerii Konnej im. płk. Włodzimierza Potockiego – Podbrodzie
- 4 dywizjon artylerii konnej – Suwałki
- 5 dywizjon artylerii konnej – Oświęcim
- 6 Dywizjon Artylerii Konnej im gen. Romana Sołtyka – Stanisławów
- 7 dywizjon artylerii konnej – Poznań
- 8 dywizjon artylerii konnej – Białystok
- 9 dywizjon artylerii konnej – Baranowicze
- 10 dywizjon artylerii konnej – Jarosław
- 11 dywizjon artylerii konnej – Bydgoszcz
- 13 dywizjon artylerii konnej – Brody
- 14 dywizjon artylerii konnej – Białystok